# Simon Pertot
Simon Pertot, slovenski zdravnik in prosektor v tržaški razteleševalnici, * 24. oktober 1845, Barkovlje, † 14. september 1907, Barkovlje.

## Življenje in delo
Rodil se je v družini vinogradnika in podjetnika Ivana Marije Pertota. Ljudsko šolo je obiskoval v rojstnem kraju, gimnazijo pa v Trstu, kjer je leta 1865 maturiral in nato odšel na študij medicine v Gradec. Leta 1871 je bil promoviran za doktorja vsega zdravilstva. Naslednje leto se je zaposlil kot prosektor (razteleševalec) na anatomskem oddelku tržaške bolnišnice. Tu se je lahko nemoteno posvetil raziskovalnemu delu, posebno ko je po nekaj letih odgovorne prepričal, da so ob mrtvašnici zgradili novo poslopje ter v prostorih opremili patološki muzej in laboratorij. Leta 1874 je odšel v Prago na strokovno izpopolnjevanje iz bakteriologije. V tržaški bolnišnici je bil zaposlen 27 let. O njegovem delu priča 27 letnikov protokolov o približno 25.000 opravljenih obdukcijah. O svojem delu in spoznanjih se je stalno dopisoval z znanstveniki z drugih inštitutov, predvsem iz Prage, Torina in Innsbrucka. Pri svojem delu je prišel do marsikaterega odkritja, pomembna pa so zlasti njegova opažanja glede dinamike srca in ožilja, zveze med boleznimi srca in ožilja z boleznimi ledvic in nezdružljivosti jetike z nekaterimi drugimi boleznimi. Spoznanja je skrbno zapisoval v upanju, da bo zbrano gradivo kasneje lahko znanstveno in statistično obdelal. V dunajski reviji Wienerlkinische Wochenschrift je leta 1891 objavil raziskavo o preiskovanju krvi s kromatografijo, ki je bila verjetno med prvimi takšnimi raziskavami. Hudo je bil razočaran, ko so mu dragoceno gradivo v njegovi odsotnosti pomotoma uničili. Zasnoval pa je tudi več reform na področju življenjskega zavarovanja, ki so jih sprejele zavarovalne družbe.
Pertot je bil aktiven tudi na drugih področjih. Boril se je za ustanovitev slovenske šole v Trstu. Leta 1894 je bil med soustanovitelji Kmetijskega društva za Trst in okolico ter njegov predsednik do smrti. Zavzemal se je za zadružništvo, ki bi pospeševalo  vinogradništvo, cvetličarstvo, vrtnarstvo in živinorejo, ter bil tajnik Slavljanske čitalnice. V prostorih njegove hiše v Barkovljah pa je vadil pevski zbor Adrija.